# БРЭМ-Д
БРЭМ-Д — советская десантируемая бронированная ремонтно-эвакуационная машина.

## Описание конструкции
Машина БРЭМ-Д создана на базе десантируемого бронетранспортёра БТР-Д и служит для эвакуации повреждённых БМД из-под огня противника, вытягивания застрявшей техники, оказания помощи в ремонте и обслуживании боевых машин десанта.
В состав оборудования БРЭМ-Д входят:
1. Электросварочное оборудование для сварки и резки;
2. Тяговая лебёдка;
3. ЗИП для БМД;
4. Блоки Полиспастов;
5. Стреловидный поворотный кран;
6. Полужёсткое буксирное приспособление с внутренней амортизацией;
7. Сошник-лопата для закрепления машины на местности.

### Броневой корпус и башня
В броневом корпусе размещено отделение управления, в центре которого находится место механика-водителя. Слева от механика водителя находится место специалиста по электрооборудованию, за которым размещается командир машины. Справа от механика-водителя также имеется запасное место.

### Вооружение
В качестве основного вооружения на БРЭМ-Д используется курсовой 7,62-мм пулемёт ПКТ. Боекомплект составляет 1000 патронов.
Так же на машине установлены 4 гранатомёта системы постановки дымовой завесы 902В «Туча», для стрельбы 81-мм дымовыми гранатами.

## Операторы
- СССР
- Армения — некоторое количество БРЭМ-Д, по состоянию на 2012 год[4]
- Россия — некоторое количество БРЭМ-Д, по состоянию на 2012 год[5]
- Украина — некоторое количество БРЭМ-Д, по состоянию на 2015 год[источник не указан 3565 дней]

## Сохранившиеся экземпляры
На данный момент (2010 год) один из сохранившихся экземпляров находится в Танковом музее в городе Кубинка.